# Laetacara dorsigera
Espèce
Laetacara dorsigera est une espèce de poissons perciformes appartenant à la famille des Cichlidae.